# Санкт-Петербургско-Тульский поземельный банк
Санкт-Петербургско-Тульский поземельный банк — крупный ипотечный акционерный банк дореволюционной России. Головная контора банка располагалась в Санкт-Петербурге.

## История

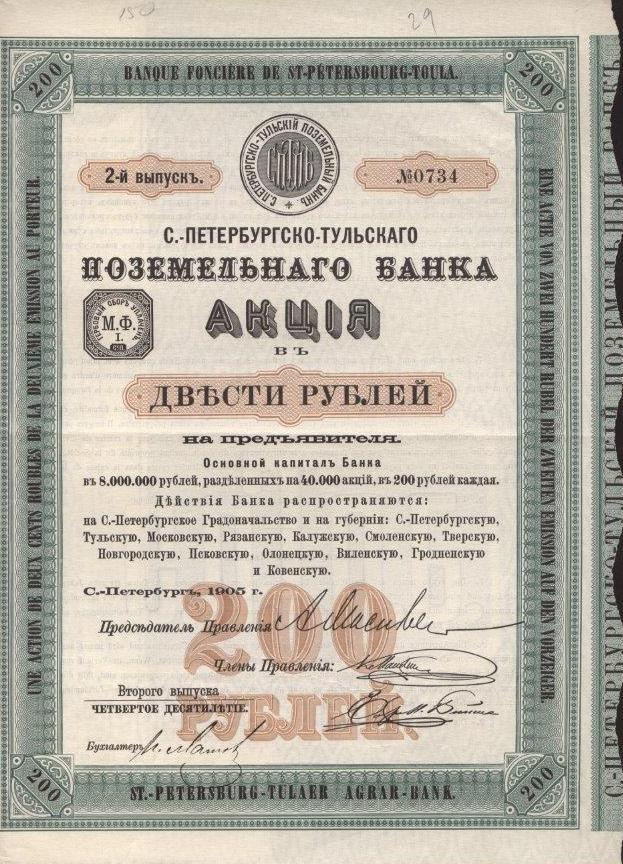
Акция в 200 руб. на предъявителя Санкт-Петербургско-Тульского поземельного банка. С.-Петербург, 1905 г.

Был учрежден 8 апреля 1872 г. землевладельцами Н. Н. Крюковым, Л. В. Яковлевым, Н. Ф. Бунаковым, Д. Д. Оболенским, П. А. Мясоедовым и др. для выдачи ссуд по залог земель и городской недвижимой собственности в Тульской, Рязанской, Калужской, Санкт-Петербургской, Московской, Смоленской, Тверской, Новгородской, Псковской, Олонецкой, Виленской, Гродненской, Ковенской губерниях, в городах Риге и Юрьеве. Изначально носил название «Деятель», Тульский поземельный банк согласно постановлению общего собрания акционеров 27 мая 1873 г. был переименован в Санкт-Петербургско-Тульский поземельный банк.
С.-Петербургско-Тульский банк, наряду с Московским, Донским, Харьковским, Полтавским, Киевским, Бессарабско-Таврическим, Нижегородско-Самарским, Виленским и Ярославско-Костромским земельными банками был в числе десяти земельных банков, возникших в Российской империи в 1871—1873 гг. в ходе осуществления кредитной реформы после отмены императором Александром II крепостного права и просуществовавших вплоть до Октябрьской революции. Складочный капитал этих кредитно-финансовых учреждений на 1 июля 1898 г. составлял 51716520 руб.
В 1902 г. операции с городской недвижимостью ограничили третью общего объёма ссуд. К 1914 г. акционерные земельные банки выдали долгосрочных ссуд под землю на сумму 897 млн руб., под городскую недвижимость 388,8 млн руб. Их основные капиталы достигли 90,3 млн руб., банки выпустили в обращение закладных листов на 1249,2 млн руб.
Деятельность С.-Петербургско-Тульского поземельного банка, заключавшаяся в осуществлении как долгосрочных (до 66 лет и 2 месяцев — под залог земли и до 38 лет и 4 месяцев — под залог городской недвижимости), так и краткосрочных (сроком до 3 лет) кредитований, изначально распространялась на Петербургскую, Московскую, Смоленскую, Тверскую, Псковскую, Олонецкую, с 1886 г. — на Виленскую, Ковенскую, Гродненскую, а с 1900 г. также на Курляндскую, Лифляндскую, Эстляндскую губернии. Тогда же Правление банка было переведено в Санкт-Петербург, а Основной капитал компании увеличился до 8 млн руб. С 14 августа 1914 г. в связи с переименованием столицы империи банк стал именоваться Петроградско-Тульским.
С 1885 г. и до Октябрьской революции головная контора банка размещалась в бывшем доходном доме И. Ф. Александровского, по адресу: Невский пр., дом 63 для чего гражданским инженером А. А Бертельсом были осуществлены переделки интерьеров здания.
Санкт-Петербургско-Тульский поземельный банк прекратил свое существование на основании декрета СНК от 24 декабря 1918 г. о ликвидации частных земельных банков.